# Rita Guerra
Rita Guerra, född 22 oktober 1967, är en av Portugals mest populära sångare med många album bakom sig. År 2003 representerade Rita Portugal i Eurovision Song Contest 2003 i Lettland.